# Hôtel de Paris

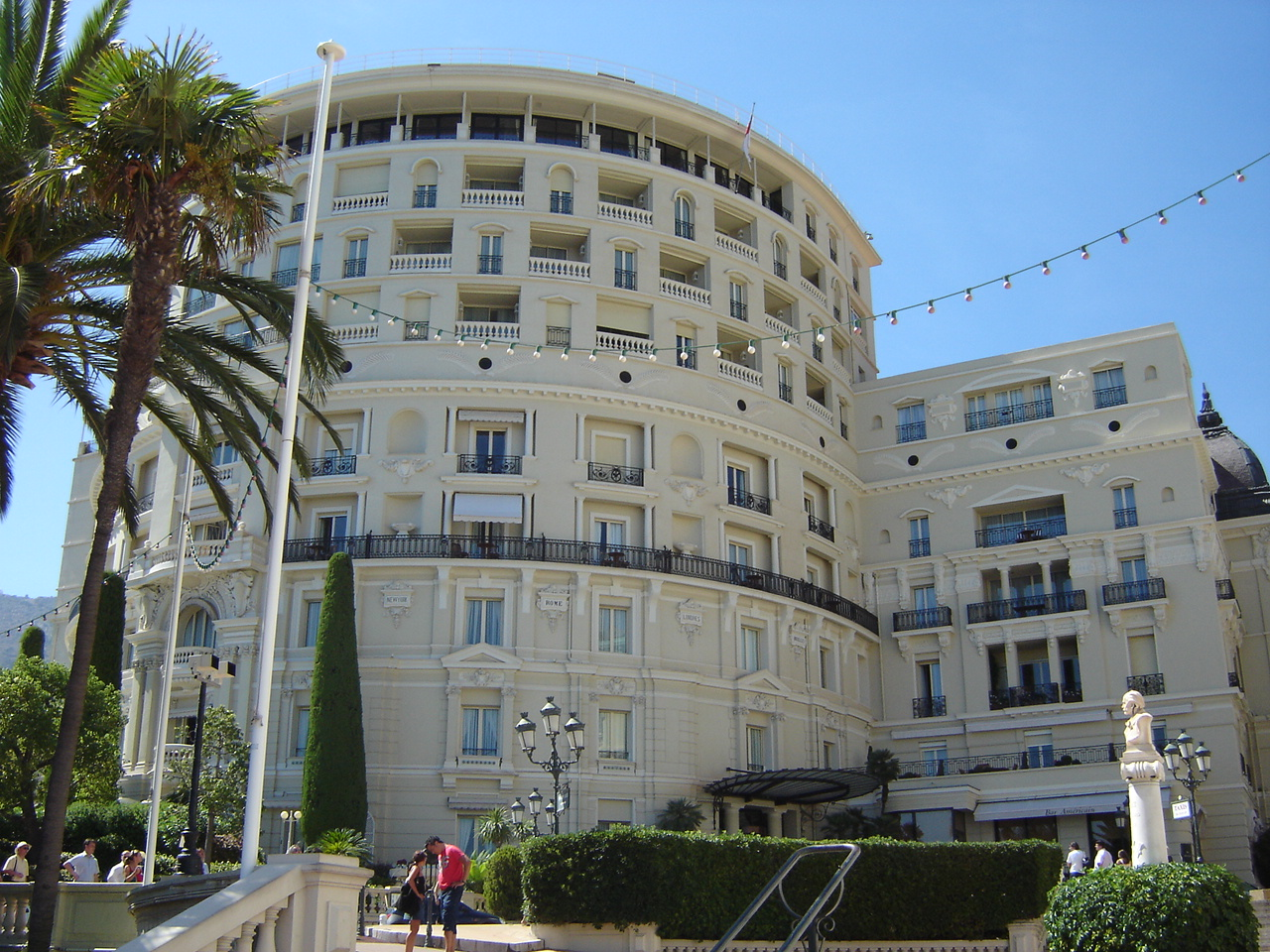
De zijvleugel van het hotel met uitzicht op zee

Het Hôtel de Paris is een hotel in Monte-Carlo, Monaco aan de Franse Rivièra. Het hotel geldt als een van de duurste en meest exclusieve ter wereld. Het hotel ligt aan het Place du Casino tegenover het Café de Paris en naast het beroemde Monte Carlo Casino. Het hotel is net als het casino in handen van het Société des bains de mer de Monaco, een vennootschap waarvan het vorstendom Monaco het bestuur regelt. Het gebouw is opgetrokken in Second Empire-architectuur, een substroming van de beaux-arts.
De route van het Circuit de Monaco loopt voor het hotel langs.

## Geschiedenis
Het hotel werd in 1863 geopend als eerste hotel in Monte Carlo. Het was onderdeel van de nieuw gebouwde wijk Monte-Carlo die in opdracht van prins Karel de derde werd gebouwd. Het hotel en het aangrenzende casino van Monte-Carlo konden vanaf 1869 door toeristen des te vlotter bereikt worden door het aangrenzend gelegen station Monte-Carlo dat tot 1965 in gebruik zou blijven. Het hotel is sindsdien meerdere keren verbouwd en uitgebreid.

## Kamers, restaurants en wijnkelder
Het hotel heeft 113 kamers, waaronder 99 suites. De twee duurste suites zijn de Winston Churchill-suite en de Charles Garnier-suite.
In het hotel zijn vier restaurants gevestigd, waaronder het driesterrenrestaurant Louis XV met chef-kok Alain Ducasse. Verder zijn er verschillende bars en een overdekt zwembad, alsook een spa.

### De wijnkelder
Het hotel heeft een van de grootste wijnkelders ter wereld. Deze bevindt zich dertien meter onder de grond en heeft een vloeroppervlak van 1500 vierkante meter. Het duurde van 1864 tot 1874 om de kelder in de rotsen uit te hakken. Hier worden zo'n 550.000 flessen bewaard die op type en jaartal gesorteerd liggen. De oudste fles is een Château Marquis d'Aligre uit 1835 maar deze wordt niet geschonken. De oudste fles op de kaart is een Château Margaux uit 1929.
Tijdens de Tweede Wereldoorlog was de beheerder bang dat de wijnkelder geplunderd zou worden. Hij liet de beste wijnen opslaan in een ruimte achterin en de gang ernaartoe opvullen met lege flessen in de hoop dat de soldaten de ruimte zouden negeren. De Duitse en Italiaanse soldaten trapten er niet in en begonnen de flessen te verwijderen maar gaven het na een tijdje toch op, zodat de beste wijnen gespaard bleven.

## In de cultuur
Het hotel is te zien geweest in tal van films, waaronder Confessions of a Cheat (1936), The Red Shoes (1948), Iron Man 2 (2010), Monte Carlo (2011) en twee James Bond-films; Never Say Never Again (1983) en GoldenEye (1995). Het werd ook geportretteerd in de animatiefilm Madagascar 3: Europe's Most Wanted (2012) Het was een populaire opnamelocatie voor fotograaf Helmut Newton.